# ヤコブ・ファン・ヘームスケルク級フリゲート
ヤコブ・ファン・ヘームスケルク級フリゲート（ヤコブ・ファン・ヘームスケルクきゅうフリゲート、オランダ語: fregat van de Jacob van Heemskerckklasse、英: Jacob van Heemskerck-class frigate）は、オランダ海軍が運用していたミサイル・フリゲート。先行するコルテノール級フリゲートをもとに、主砲や航空設備などとバーターでターター・システムを搭載した設計となっており、L級フリゲート（Luchtverdedigingsfregat; 防空フリゲート）とも称される。

## 来歴
1974年度防衛白書で発表されたオランダ海軍の艦隊整備計画では、北大西洋での作戦を想定した任務部隊として、GW級フリゲート（トロンプ級）1隻とS級フリゲート（コルテノール級）6隻で編成された艦隊を2個整備するとともに、イギリス海峡の防衛警備にあたる3個目の艦隊の整備も盛り込まれていた。これはファン・スペイク級フリゲート6隻とともに、標準フリゲートの防空艦・嚮導艦仕様1隻を中核とする計画であった。
その後、1981年に計画は修正された。コルテノール級は計画通りに12隻が発注されたが、このうち、最終年度（1976年）発注分の2隻は、建造途中でエリ級フリゲートとして設計変更の上でギリシャ海軍に引き渡されることとされた。これを受けて、オランダ海軍は改めて2隻のフリゲートを発注できることになった。上記の艦隊整備計画のほか、東大西洋やイギリス海峡、北海での経空脅威の増大が問題視されていたこともあり、これら2隻はいずれも防空艦・嚮導艦仕様として建造されることとなった。これが本級である。

## 設計
上記の経緯から、本級の設計は、基本的にコルテノール級のそれを踏襲している。
船体と主機関はほぼ同一であり、特に主機関は、トロンプ級以来一貫して用いられてきた、巡航用のロールス・ロイス タインRM1Cと高速用のロールス・ロイス オリンパスTM3Bを組み合わせたCOGOG方式が踏襲された。電源もコルテノール級と同じく、3,000キロワットの出力であった。
ただし艦対空ミサイル発射機を搭載するため、後部上部構造物は大きく変更されている。

## 装備

### C4ISR
嚮導艦として、艦隊司令部を収容できる設備を備えている。戦術情報処理装置はS級と同系統のSEWACO IIとされており、リンク 11による戦術データ・リンクに対応している。また1995年から1996年にかけての改修で、OE-82アンテナを備えたAN/WSC-3衛星通信装置、およびAN/USQ-119 JMCISが搭載された。
一方、防空艦としての改設計に伴い、レーダーの構成は変更されており、早期警戒用のLW-08と対水上捜索用のZW-06に加えて、目標捕捉用のDA-08も搭載された。また1995年から1996年にかけての改修で、DA-08は3次元式のSMART-Sに換装されたほか、航海用のデッカ1226も、低被探知性を備えたスカウトに換装された。
ソナーはS級の後期型と同じく、SQS-509が搭載された。

### 武器システム
上記の経緯より、本級ではSM-1MR艦隊防空ミサイルの運用能力が付与された。そのためのMk.13単装ミサイル発射機は、コルテノール級で艦載機用ハンガーとされていたスペースに設置された。これらの重量増を補うため、主砲は省かれたが、船楼前端部に設置されていたシースパロー個艦防空ミサイル（短SAM）のためのMk.29 8連装ミサイル発射機は残されている。
ミサイル誘導用の火器管制レーダーとしては、トロンプ級などのターター・システムで標準的に採用されていたAN/SPG-51ではなく、国産のSTIRに所定の改修を加えたSTIR-240が搭載された。また1995年から1996年の改修により、短SAMの射撃指揮に用いていたSTIR-180にもSM-1MRの誘導能力が付与された。
対艦兵器はアメリカ製のハープーン艦対艦ミサイル（SSM）、対潜兵器は固定式の324mm連装魚雷発射管（Mk.32 mod.9）およびMk.46 mod.5短魚雷と、いずれもS級と同構成である。

### 電子戦
電子戦装置としては、S級の後期型と同じく、ラムセス電波探知妨害装置が搭載された。これは電子戦支援用のスフィンクス電波探知装置とSRR03/100電波妨害装置から構成されている。またデコイ発射機としては、当初からアメリカ製のMk 36 SRBOCが搭載された。

## 同型艦一覧
当初計画では、2010年および2012年までオランダ海軍で就役している予定であったが、国防予算規模縮小に伴う2002年に決定された予算削減により、早期退役を余儀なくされた。
その後、2004年2月2日にチリ海軍による取得が発表され、2006年に引き渡された。しかし、2019年11月付で両艦ともに退役し、チリ海軍は後継艦としてオーストラリア海軍を退役したアデレード級フリゲートを2隻取得している。
| オランダ海軍 | オランダ海軍                                              | オランダ海軍        | オランダ海軍    | オランダ海軍   | オランダ海軍   | オランダ海軍   | チリ海軍 | チリ海軍                                     | チリ海軍    | チリ海軍    |
| #            | 艦名                                                      | 造船所              | 起工            | 就役           | 進水           | 退役           | #        | 艦名                                         | 再就役      | 退役        |
| ------------ | --------------------------------------------------------- | ------------------- | --------------- | -------------- | -------------- | -------------- | -------- | -------------------------------------------- | ----------- | ----------- |
| F-812        | ヤコブ・ファン・ヘームスケルク HNLMS Jacob van Heemskerck | ロイヤル・ スヘルデ | 1981年 1月21日  | 1983年 11月5日 | 1986年 1月15日 | 2004年 12月2日 | 14       | アルミランテ・ラトーレ CNS Almirante Latorre | 2005年 12月 | 2019年 11月 |
| F-813        | ウィッテ・デ・ウィス HNLMS Witte de With                  | ロイヤル・ スヘルデ | 1981年 12月15日 | 1984年 8月25日 | 1986年 9月17日 | 2005年 5月26日 | 11       | カピタン・プラット CNS Capitán Prat          | 2006年 7月  | 2019年 11月 |

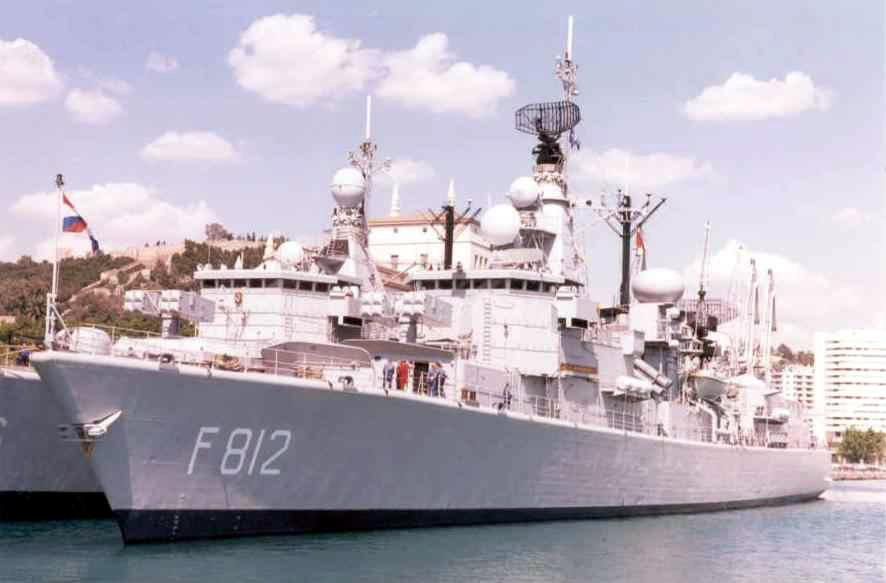
F812 ヤコブ・ファン・ヘームスケルク（手前） 艦橋直後のマスト頂点部にZW-06 水上捜索レーダーを搭載している。
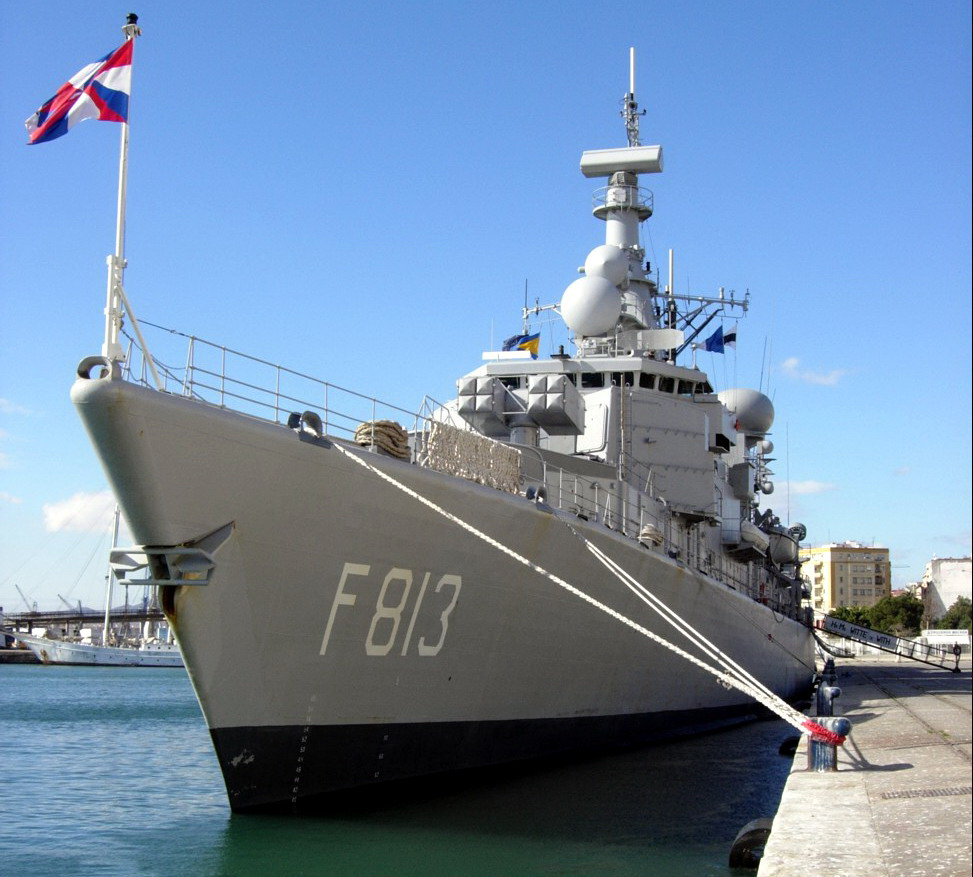
F813 ウィッテ・デ・ウィス（2005年撮影） 前部マスト頂点部のレーダーがSMART-S 3次元対空レーダーに換装されている。

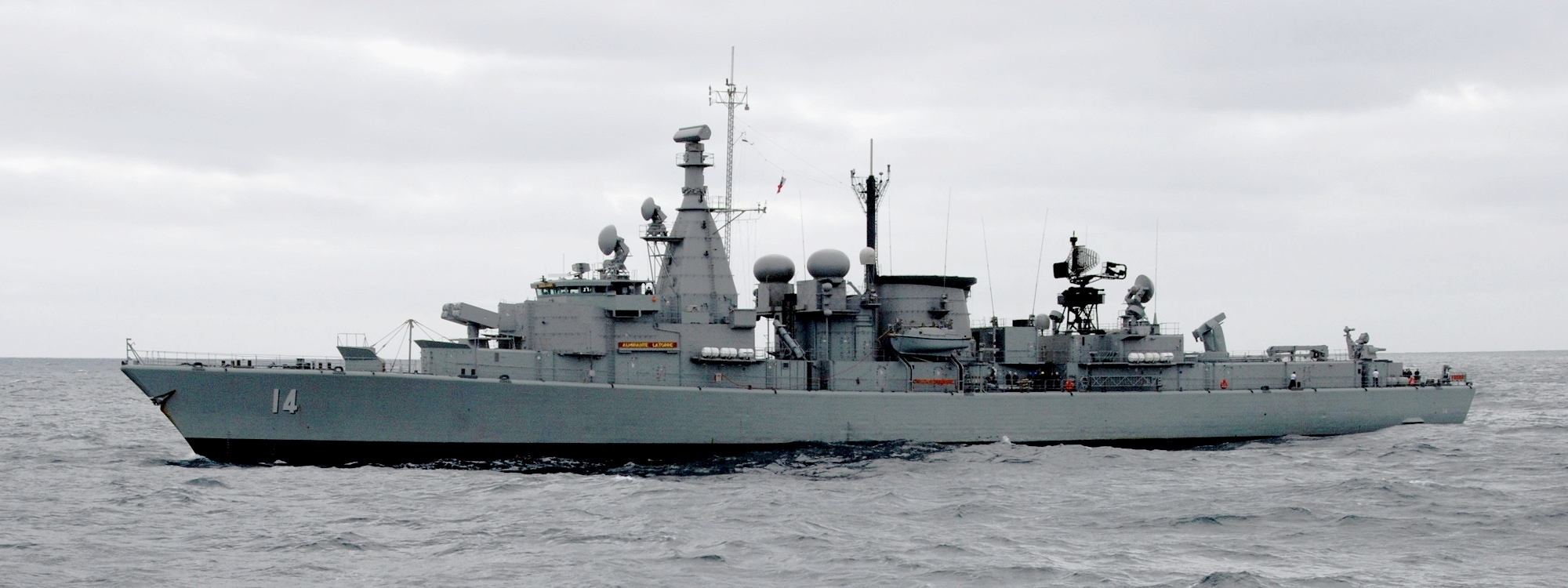
チリ海軍のFFG-14 アルミランテ・ラトーレ（旧F812 ヤコブ・ファン・ヘームスケルク：2007年撮影）
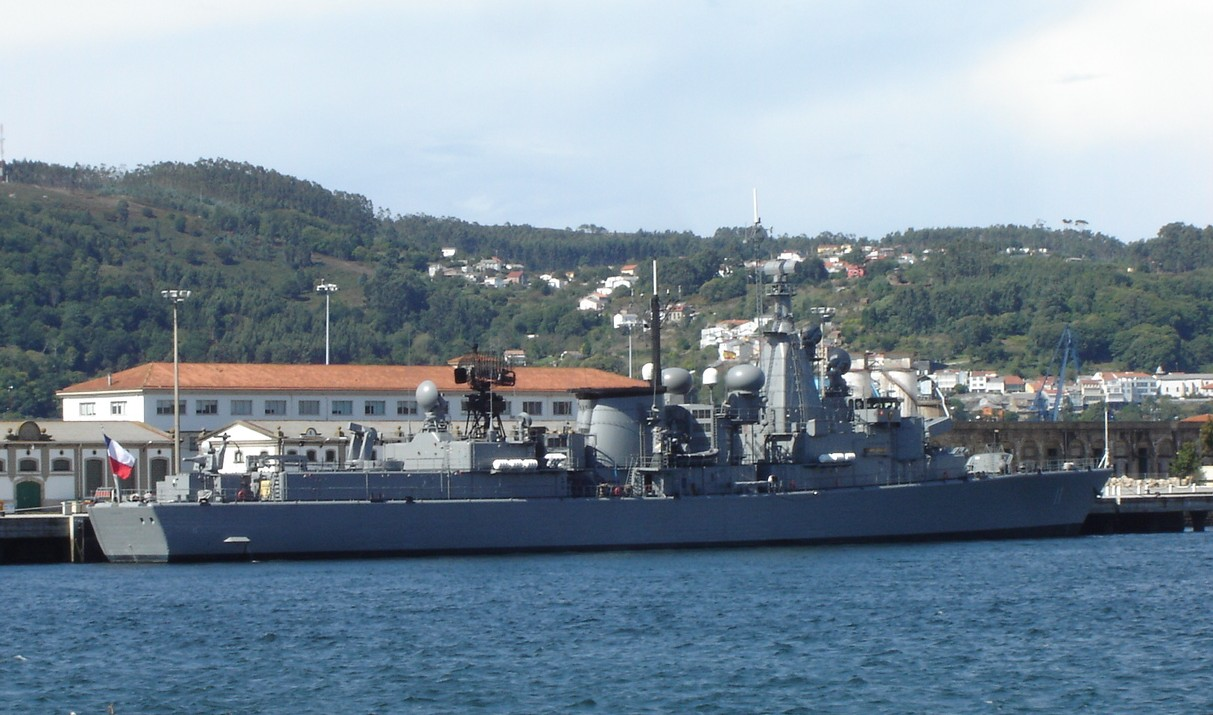
チリ海軍のFFG-11 カピタン・プラット（旧F813 ウィッテ・デ・ウィス：2006年撮影）